# Lycée Valle-Inclán
Le lycée Valle-Inclán est un grand bâtiment éclectique et art nouveau situé dans le centre-ville de Pontevedra, Espagne. Il porte le nom de l'écrivain Valle-Inclán qui a étudié et vécu à Pontevedra. Aujourd'hui, c'est le siège du lycée d'enseignement secondaire Valle-Inclán et il a été le premier et le seul lycée de la province de Pontevedra de 1845 à 1927.

## Localisation
Le lycée est situé sur le côté le plus à l'ouest de l'avenue Gran Vía de Montero Ríos (aménagée dans les années 1870), en face de l'Alameda de Pontevedra. Il s'agit du nouveau quartier bourgeois créé par la démolition des remparts de la ville en 1855. La construction d'autres grands édifices comme le Palais du Conseil Provincial de Pontevedra, ou le Bâtiment de l'École Normale de Pontevedra a fait de cet endroit le grand espace de loisirs de la bourgeoisie de la ville à la fin du XIXe siècle et dans les premières décennies du XXe siècle.

## Histoire
Le lycée de Segunda Enseñanza de Pontevedra (après appelé lycée général et technique de Pontevedra, Instituto General y Técnico de Pontevedra et Instituto Nacional de Pontevedra) a été créé par le Décret Royal du 30 octobre 1845 dans le cadre du Plan Général des Études (appelé Plan Pidal en raison du décret royal du 17 septembre 1845 du politicien Pedro José Pidal, ministre de l'Intérieur), qui a créé un centre d'enseignement secondaire dans chaque capitale provinciale espagnole. Le lycée public provincial d'enseignement secondaire de Pontevedra a été inauguré le 19 novembre 1845 et son siège a été établi dans le collège des Jésuites, situé dans le bâtiment à côté de l'église Saint-Barthélemy. En 1880, le lycée a accueilli une partie de l'exposition régionale qui a eu lieu dans la ville.
En 1903 il a été transféré à l'École Normale, un bâtiment qui appartient maintenant au Conseil Général de Pontevedra pour mettre fin aux nombreuses dépenses occasionnées par les réparations de l'ancien collège des Jésuites. L'initiative officielle de la construction d'un nouveau bâtiment pour le lycée est venue du ministre de l'Instruction publique et des Beaux-Arts, Manuel Allendesalazar Muñoz de Salazar, au début de 1903, date à laquelle un concours a été lancé pour l'élaboration du projet. Le conseil municipal de Pontevedra a cédé le terrain annexé aux Ruines du couvent Saint-Dominique, qui était en partie occupé par l'hospice sur le site où se trouvait le couvent dominicain effondré. Avec sa construction, la grande avenue des grands bâtiments officiels de la Gran Vía a été achevée. En plus du lycée, les bâtiments du palais du Conseil provincial de Pontevedra ainsi que l'ancienne École Normale ont donné forme à cette nouvelle architecture officielle des dernières décennies du XIXe siècle.
Le projet des architectes Joaquín Rojí López-Calvo et José de Lorite Kramer a été retenu en juillet 1904, comme l'indique un procès-verbal du lycée. Les travaux ont fait l'objet d'un appel d'offres pour un montant de 575 109,20 pesetas. Le bâtiment comprenait deux cours, une chapelle, une bibliothèque et des laboratoires. Les travaux ont été promus par le ministre Augusto González Besada (ancien élève du lycée). Le 5 janvier 1905, les deux architectes qui ont conçu le bâtiment sont arrivés de Madrid pour commencer les travaux du Lycée général et technique provincial de Pontevedra et ont rencontré le maire Bernardo López Suárez et l'entrepreneur, Manuel Domínguez. Le 4 mai, les architectes sont de retour en ville et le plan d'aménagément est établi sur le site pour commencer les travaux.
La construction du bâtiment a été relancée en février 1906, et en avril 1906 de nombreux ouvriers travaillaient déjà sur le site,,, le matériel étant amené par chariots.
Les travaux se sont terminés au début de 1926, prenant plus de temps que prévu à cause de la crise économique. L'architecte Joaquín Rojí s'est rendu à Pontevedra le 28 février 1926 pour signer sa réception. Il a ensuite été chargé de budgétiser sa dotation intérieure, qui a pris plus d'un an. Le lycée a été inauguré le 27 septembre 1927 par le roi Alphonse XIII lors d'une visite à Pontevedra,.

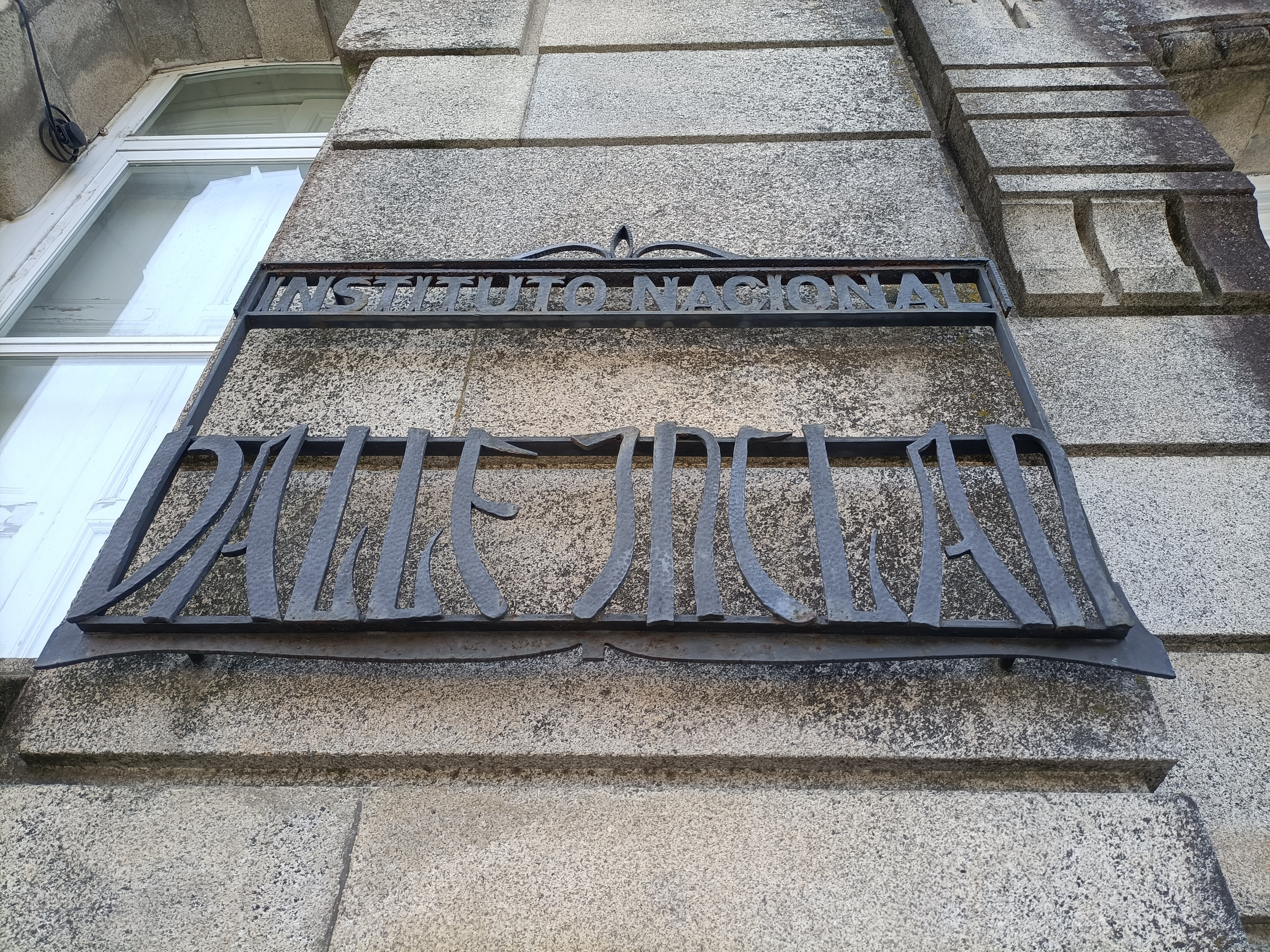
Ancienne plaque du Lycée National Valle-Inclán sur la façade principale

Dans l'après-guerre, les élèves du lycée (garçons et filles) étaient séparés en deux étages différents avec des entrées indépendantes. En 1963, un lycée de jeunes filles qui deviendrait l'actuel lycée Valle-Inclán a été créé et le bâtiment a été rénové. Le lycée féminin a été installé temporairement en 1964 à l'école Normale lors des travaux de rénovation. La dernière rénovation complète du bâtiment a été entreprise en 1972.
Une rénovation majeure du bâtiment commencera en 2023, dans laquelle la Xunta de Galicia investira 4,7 millions d'euros. Entre autres améliorations, toutes les fenêtres du bâtiment seront remplacées, les systèmes d'eau chaude, de chauffage et d'éclairage seront rénovés et la structure du bâtiment sera améliorée en renforçant les dalles de plancher et le toit métallique de la cour couverte sera rénové,.
Au cours du XXe siècle, des professeurs renommés tels que Castelao, Gonzalo Torrente Ballester, Aquilino Iglesias Alvariño, Jesús Muruais, Emilio Álvarez Jiménez, Víctor Said Armesto, Antón Losada Diéguez, José Filgueira Valverde et Bibiano Fernández-Osorio Tafall l'ont rendu suffisamment célèbre pour être l'un des plus appréciés dans le domaine de l'éducation.
C'est l'un des rares anciens lycées espagnols qui a conservé son usage d'origine au fil des ans, depuis l'inauguration du bâtiment.

## Description
Il s'agit d'un exemple sobre et élégant des styles éclectique et art nouveau. Sa façade principale et son entrée sont situées sur la Gran Vía de Montero Ríos, bien qu'il possède une sortie arrière qui mène à une arrière-cour de forme irrégulière fermée par une barrière à l'usage du lycée et une autre sortie dans le coin arrière où se trouve la tour devant le Parc des Palmiers.
Le lycée comporte un sous-sol, un rez-de-chaussée et deux étages. La décoration des bossages à refend continu en tables sur les façades et les embrasures des portes et fenêtres art nouveau est remarquable, ainsi que la décoration des linteaux des fenêtres et des lucarnes de la partie centrale du toit. La décoration de la façade se compose principalement de motifs géométriques au-dessus des fenêtres et des portes, ainsi que de motifs floraux et de petits cercles. Le corps central de la façade de l'entrée principale est décoré dans un style art nouveau : une grande fenêtre avec un linteau incurvé et un rythme géométrique sécessionniste. Il possède une tour dans laquelle les directeurs du lycée résidaient pendant les premières années de fonctionnement.
À l'intérieur, il y a un grand escalier central en marbre poli éclairé par une grande lucarne art nouveau portant les armoiries de Pontevedra, qui permet d'accéder au premier étage et se termine devant la grande salle de conférences (Paraninfo) de l'établissement. Le bâtiment possède plusieurs escaliers latéraux qui communiquent avec les différents étages, qui étaient à l'origine en bois en colimaçon. La composition du bâtiment est symétrique et régulière, les salles de classe de l'aile principale du bâtiment étant organisées autour d'une cour intérieure centrale rectangulaire avec toiture métallique entourée de grandes fenêtres qui apporte de la lumière. L'établissement dispose d'une surface de 8 300 mètres carrés et de 323 fenêtres sur quatre étages.
Au rez-de-chaussée se trouve la bibliothèque de l'établissement. Cette grande salle a un escalier en bois qui mène à l'étage où il y a une passerelle entourant les étagères et un garde-corps en bois.
Plus de 760 élèves étudient au lycée.

## Culture
En 1966, une proposition de Gonzalo Torrente Ballester a été approuvée et le lycée adopte son nom actuel "Valle-Inclán" en raison de la relation de l'écrivain avec la ville, dans laquelle il a étudié, vécu, écrit et publié son premier ouvrage "Femeninas" en 1895. Valle-Inclán, à l'âge de 12 ans, a commencé à Pontevedra ses études secondaires, qu'il a également terminées à Pontevedra en 1883.
Le lycée a été le lieu où sont nées l'Aula Castelao de Philosophie et, en même temps, la Semaine de la philosophie galicienne.

## Galerie

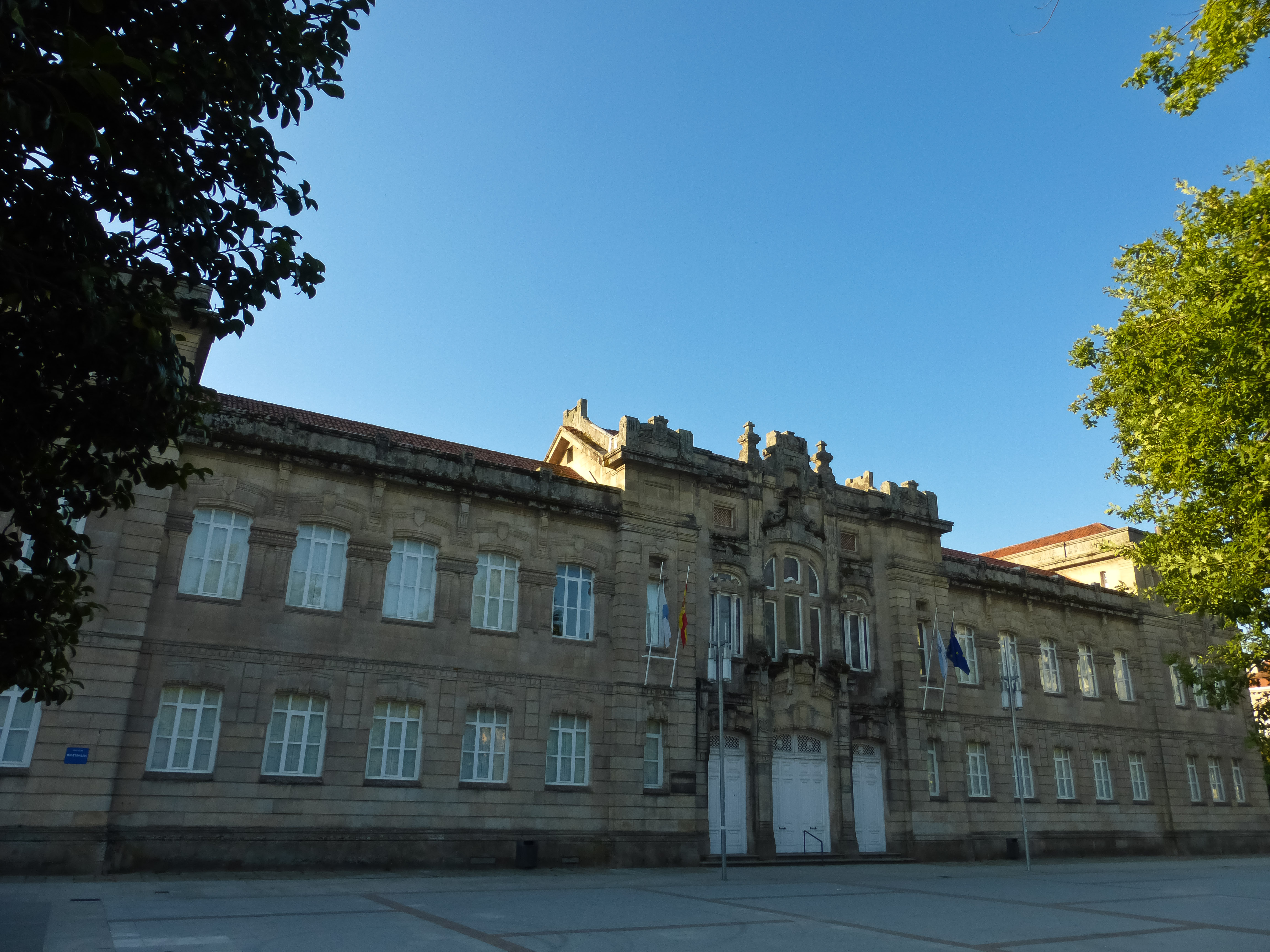
Façade principale
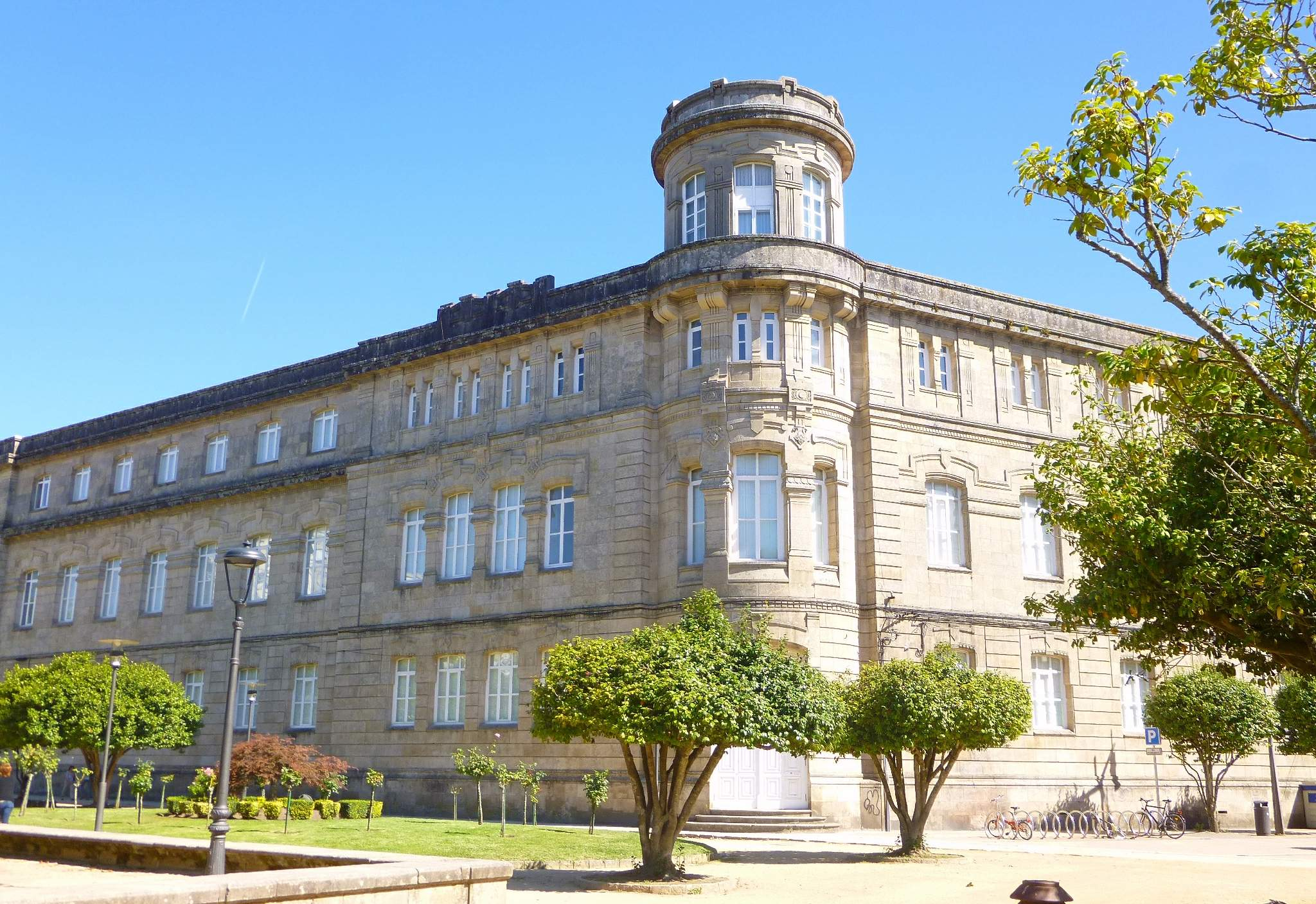
Façade arrière et tour
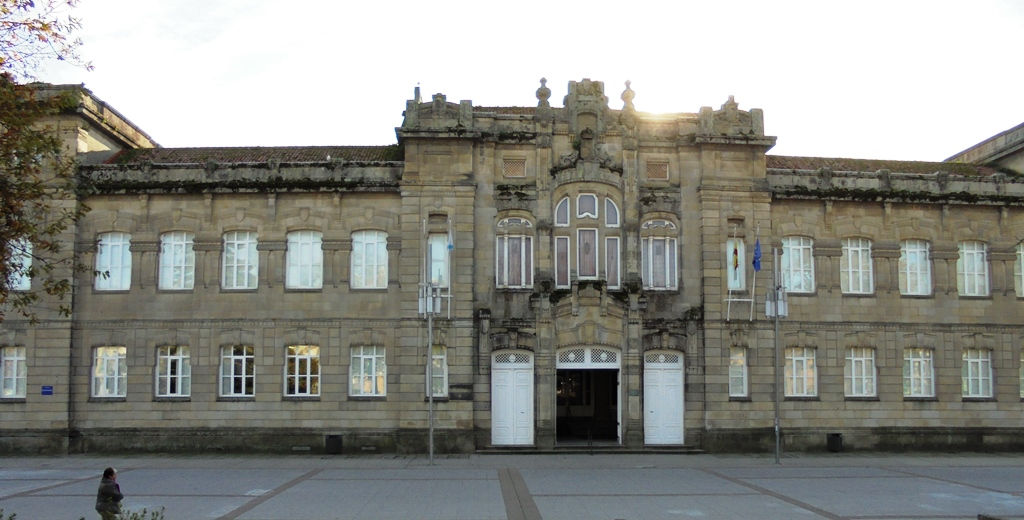
Façade principale
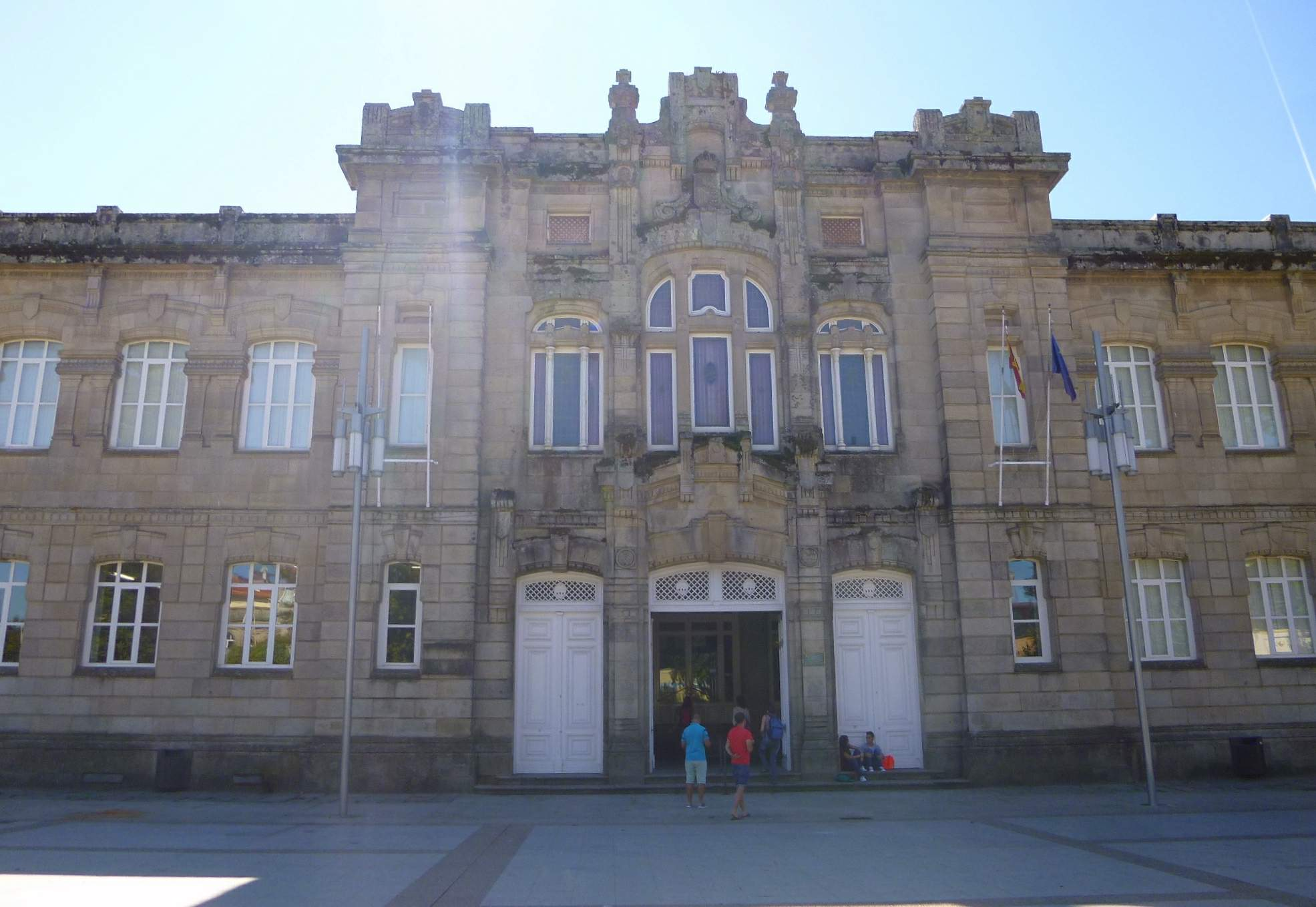
Entrée
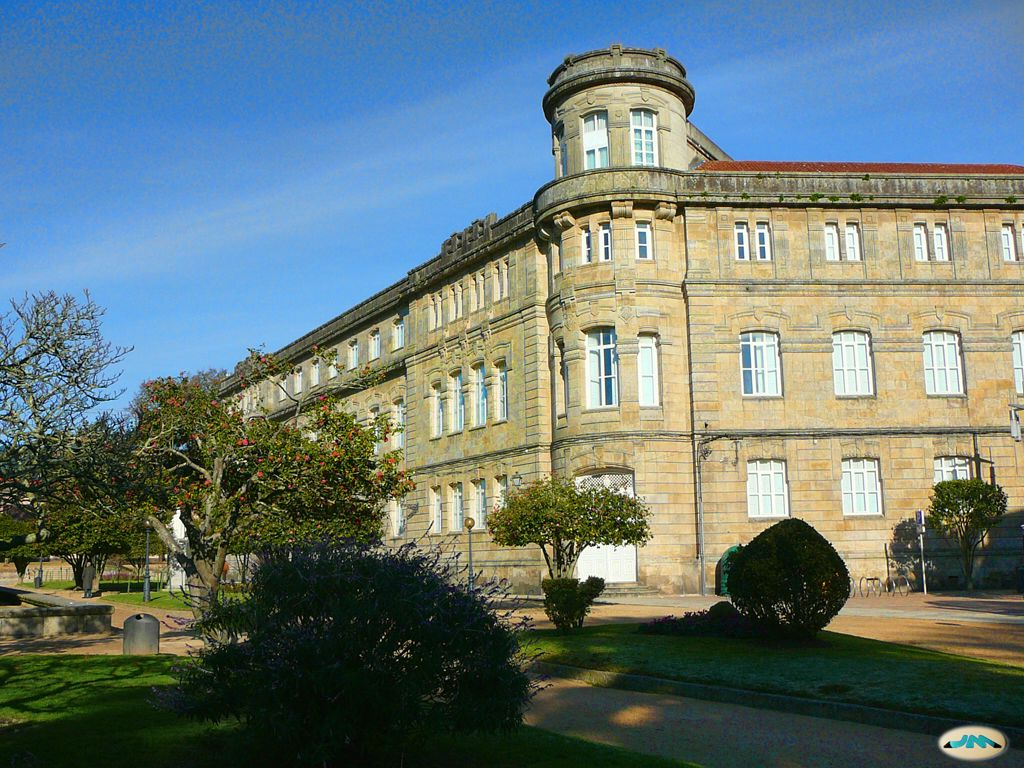
Façades latérale et arrière
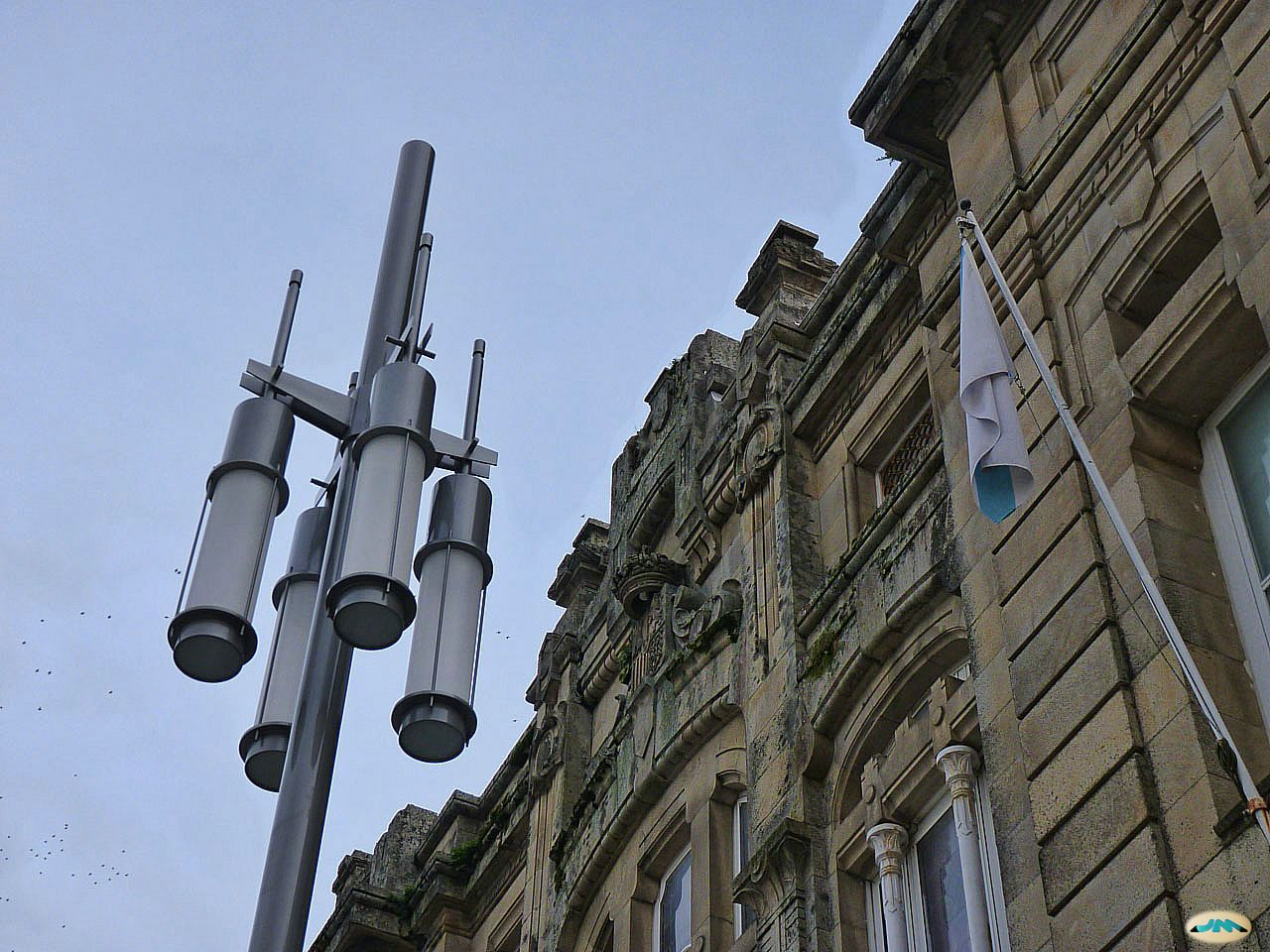
Détail de la façade
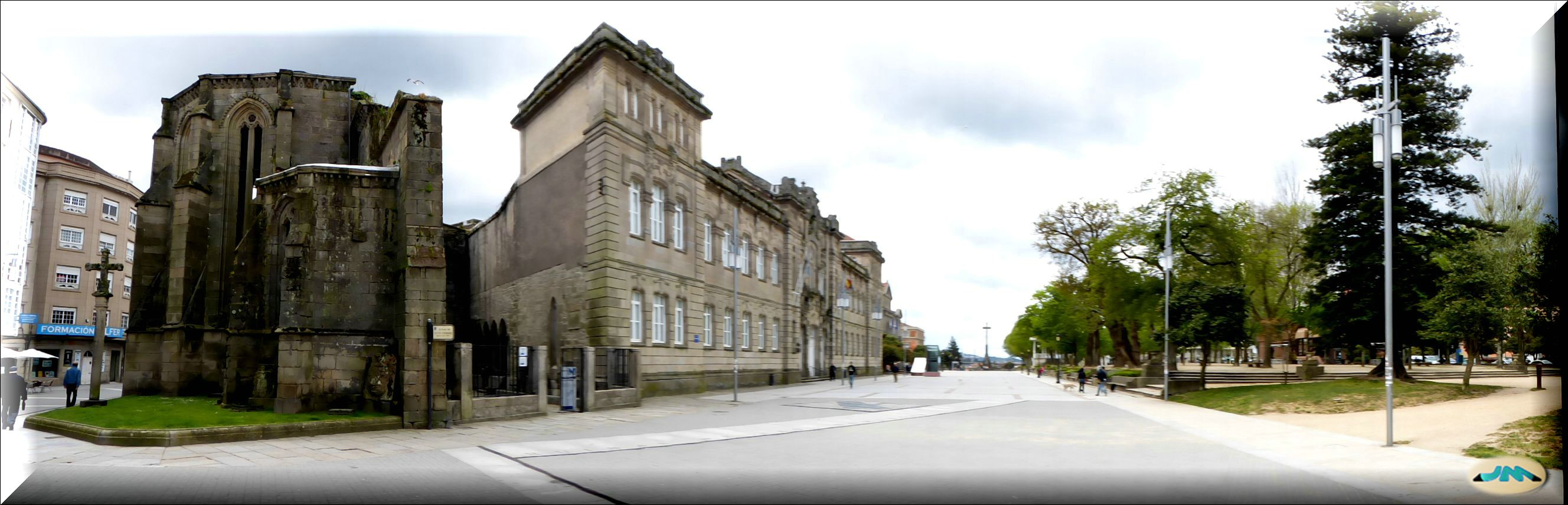
Lycée Valle-Inclán à côté des Ruines de Saint-Dominique
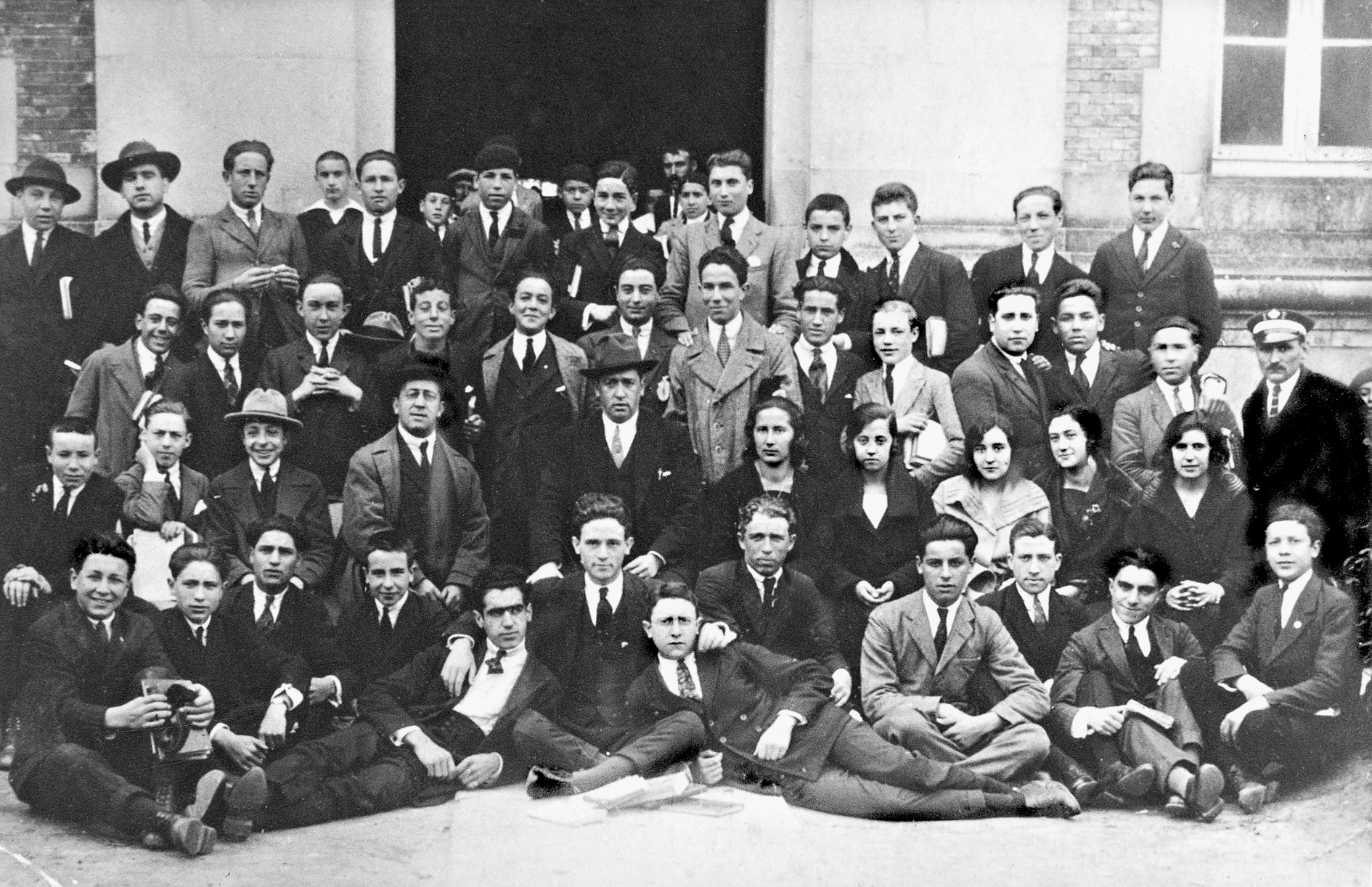
Élèves de 1923
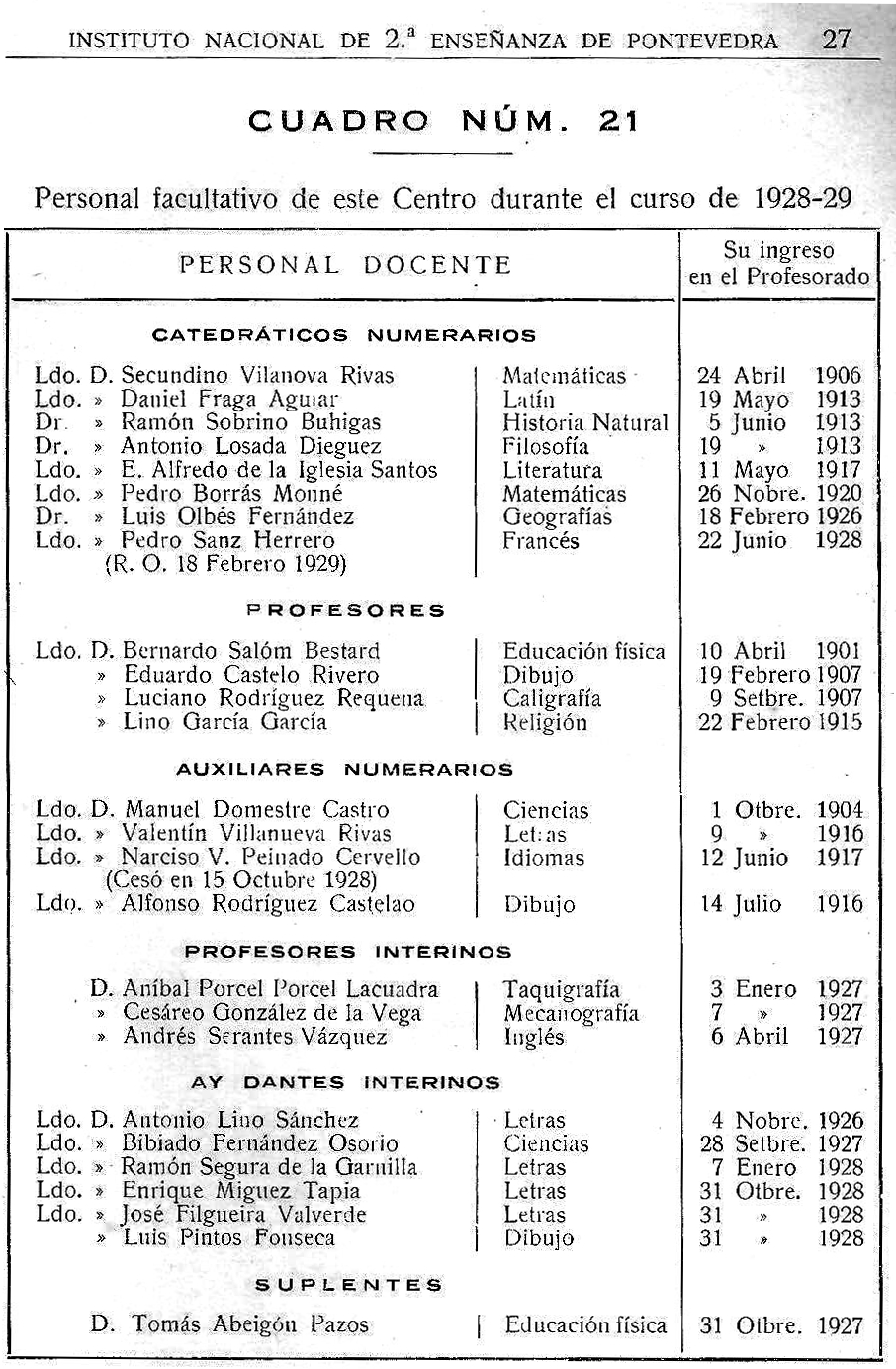
Professeurs et matières de l'année scolaire 1928-1929, dont Castelao comme professeur de dessin.
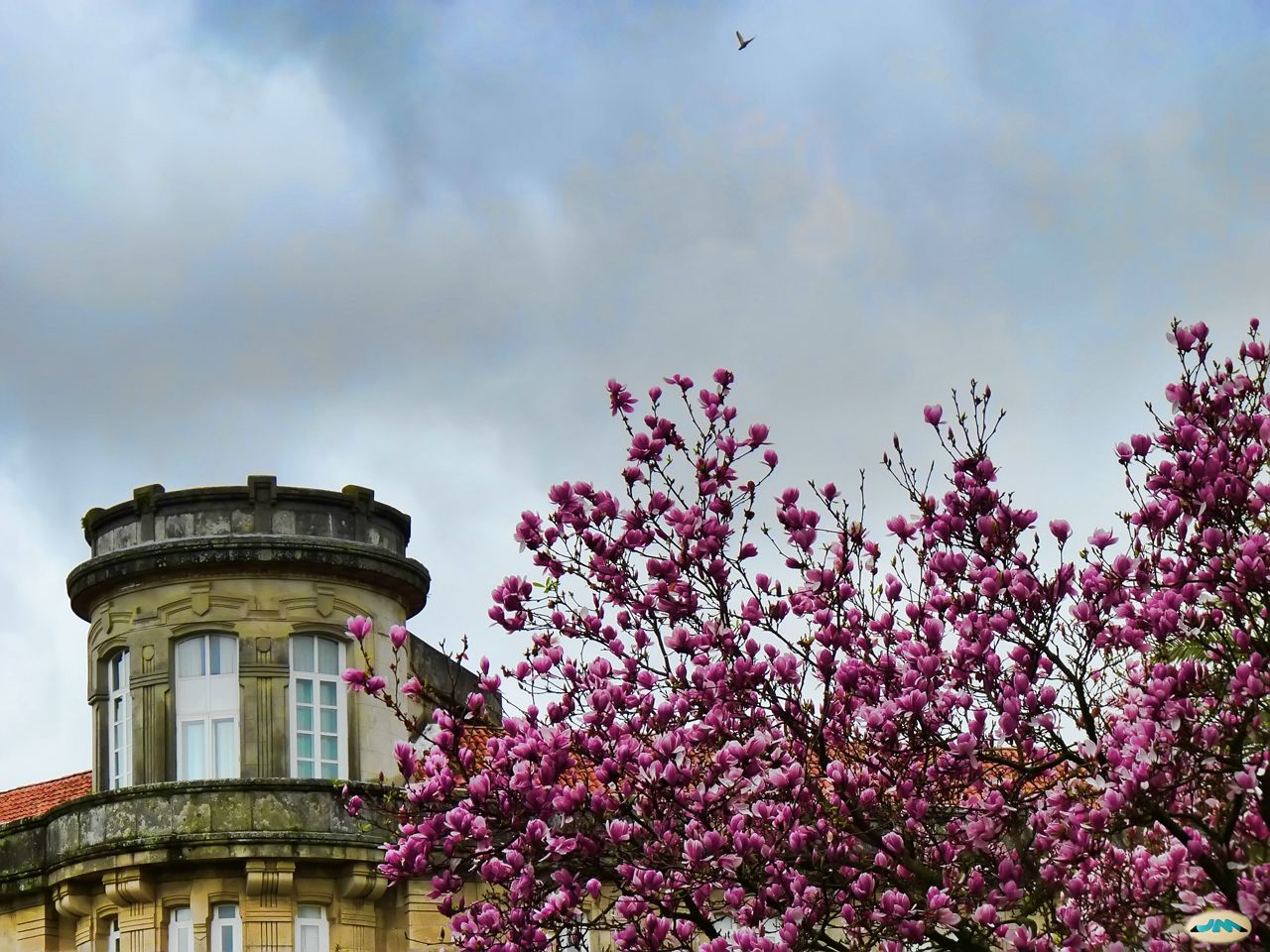
Tour du lycée
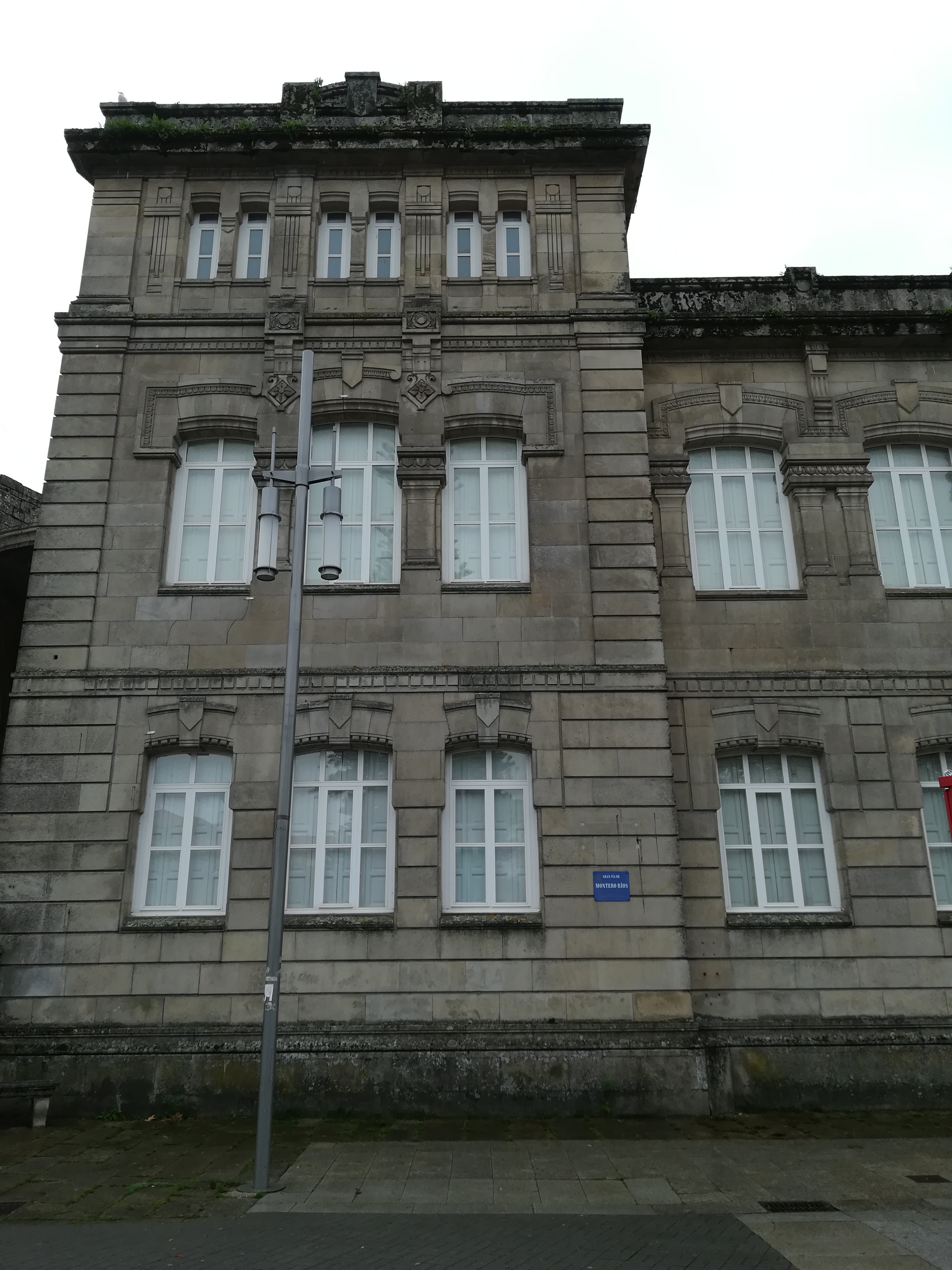
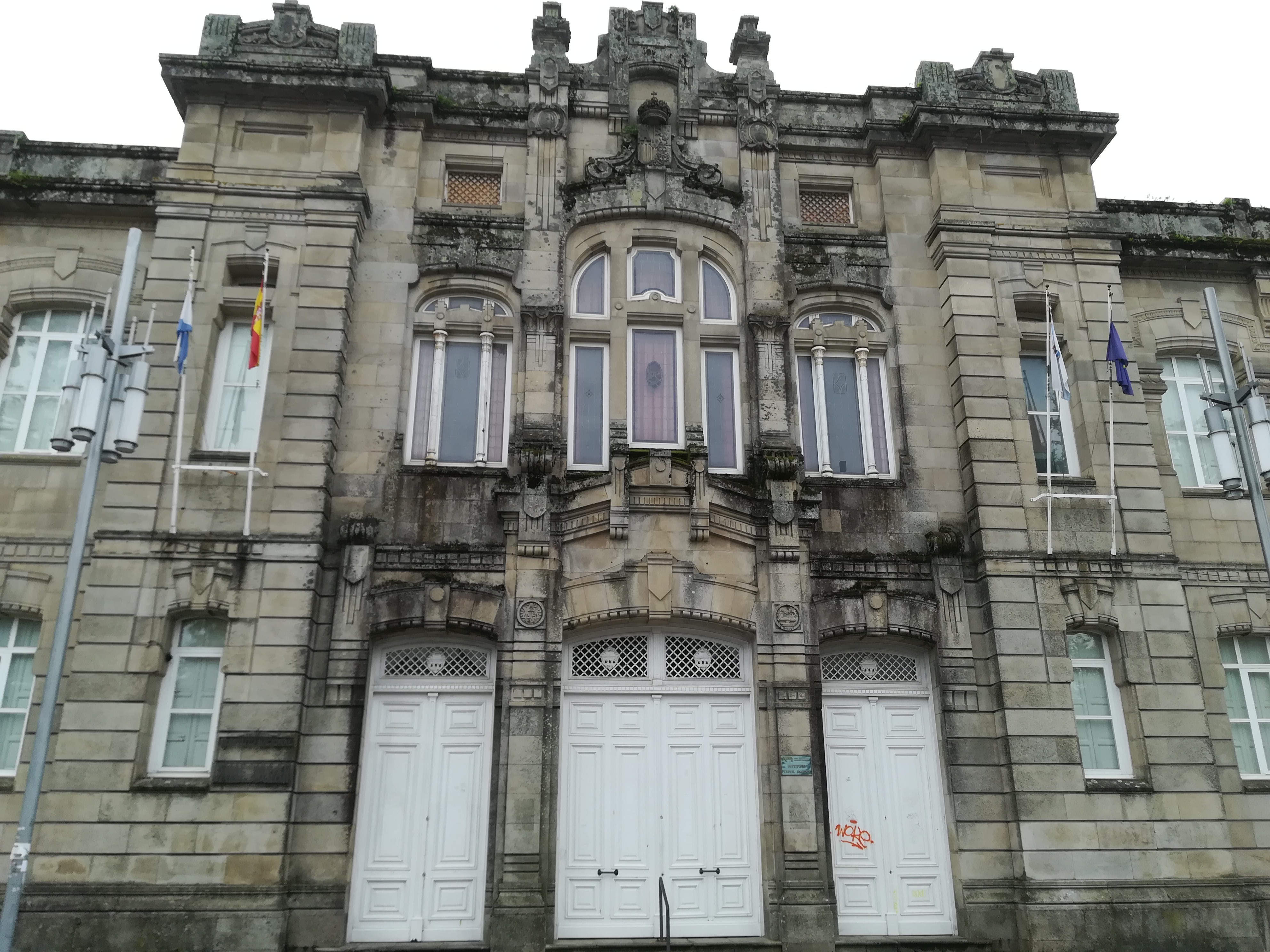
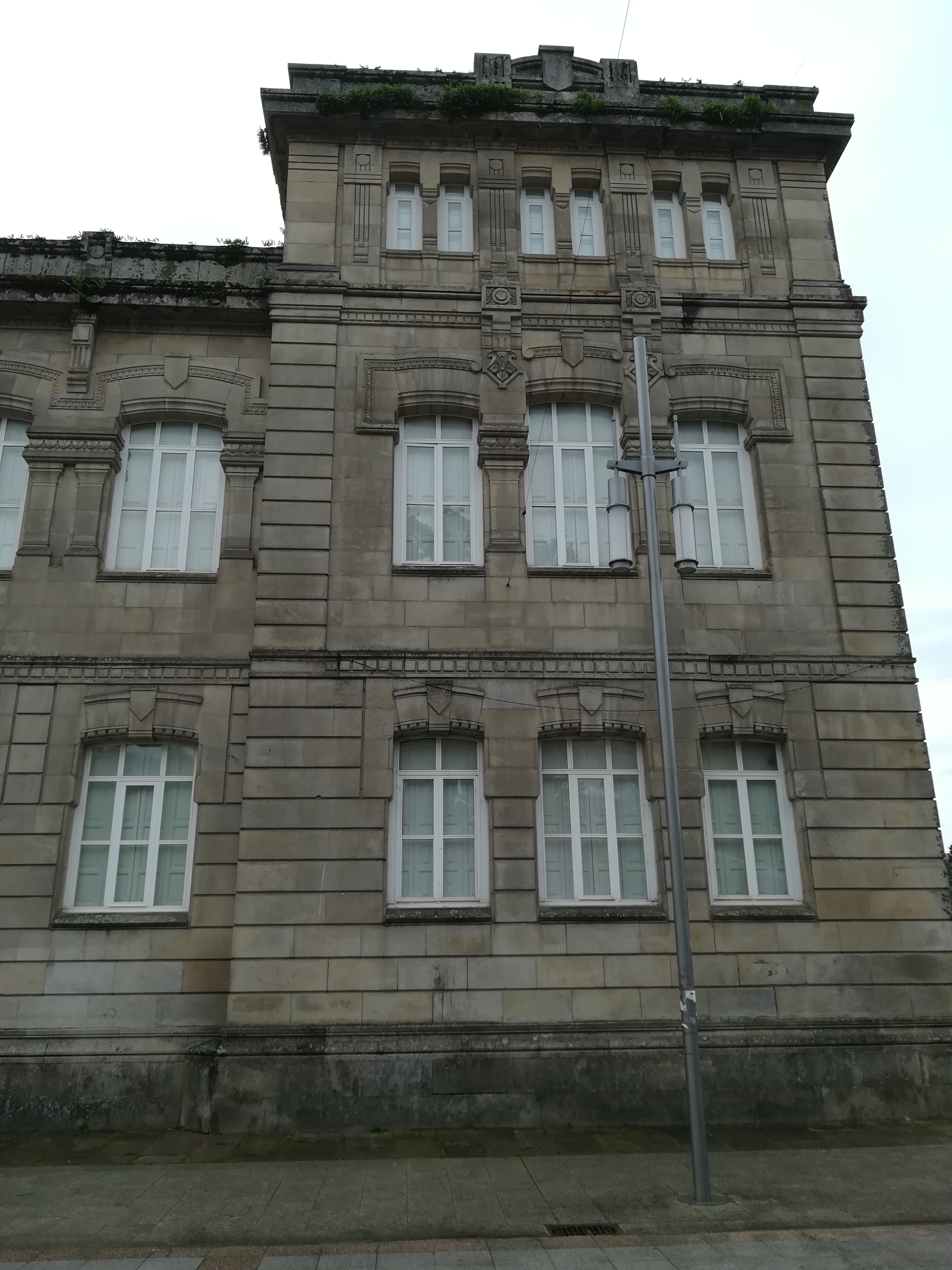
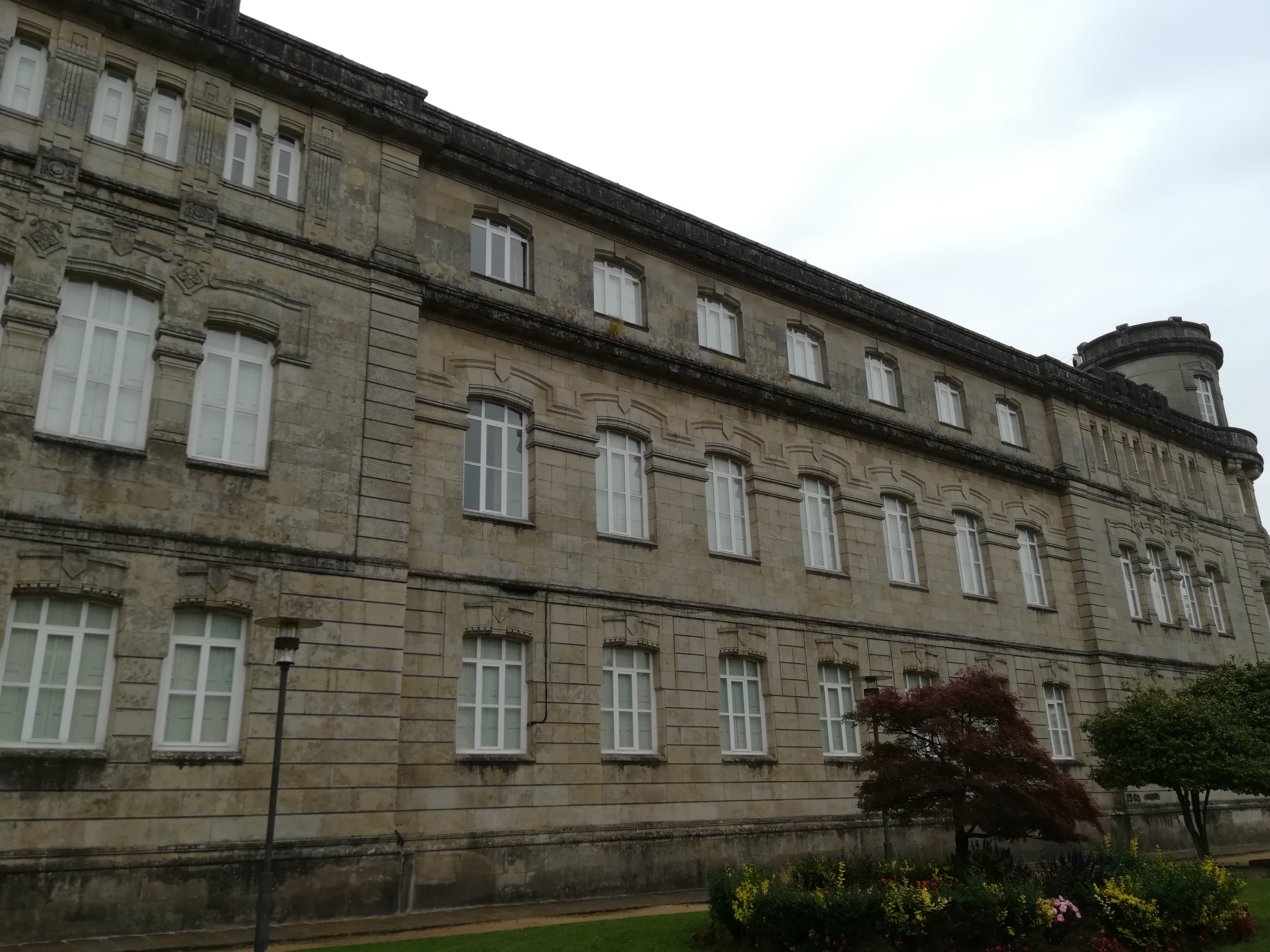
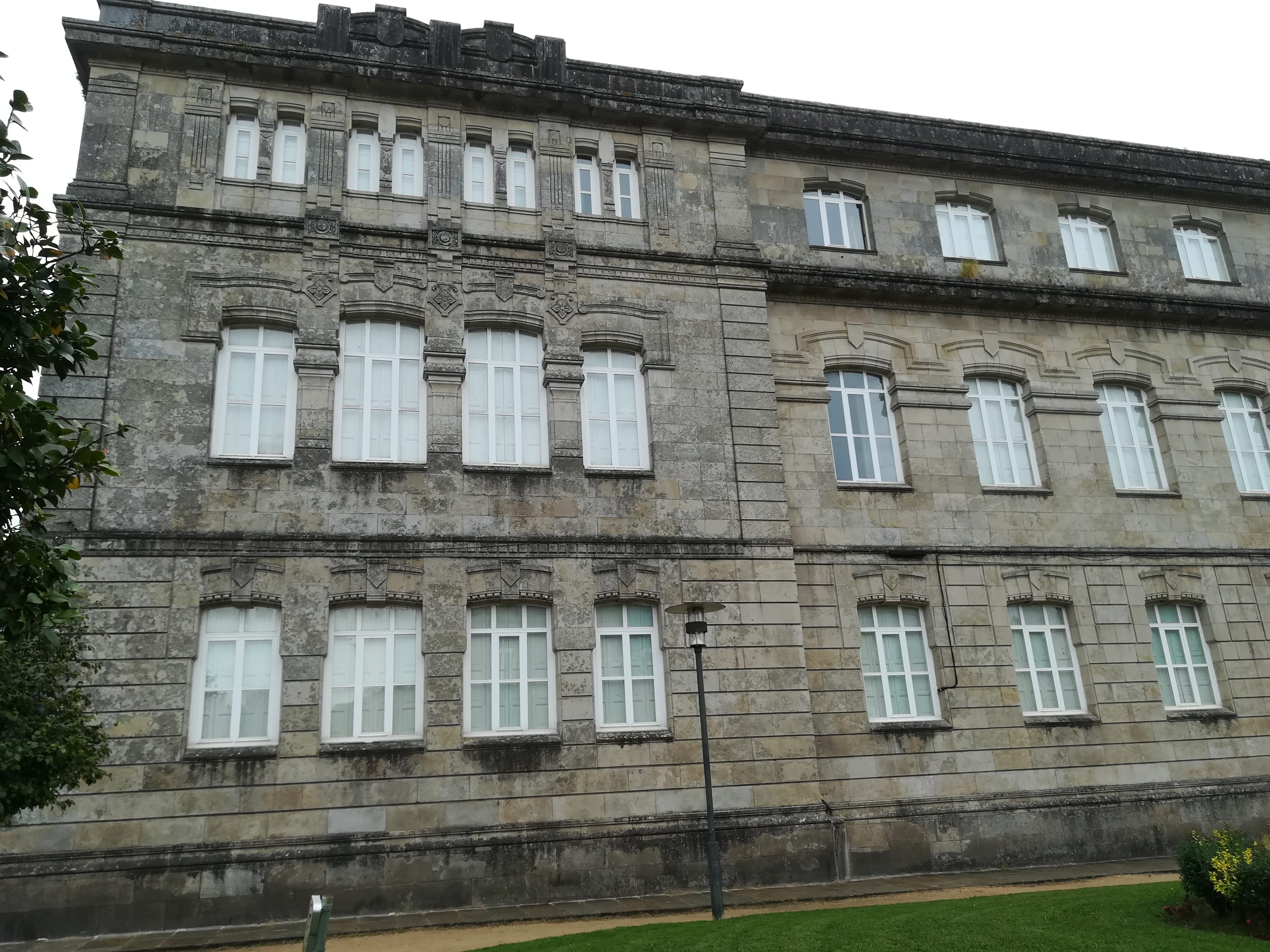
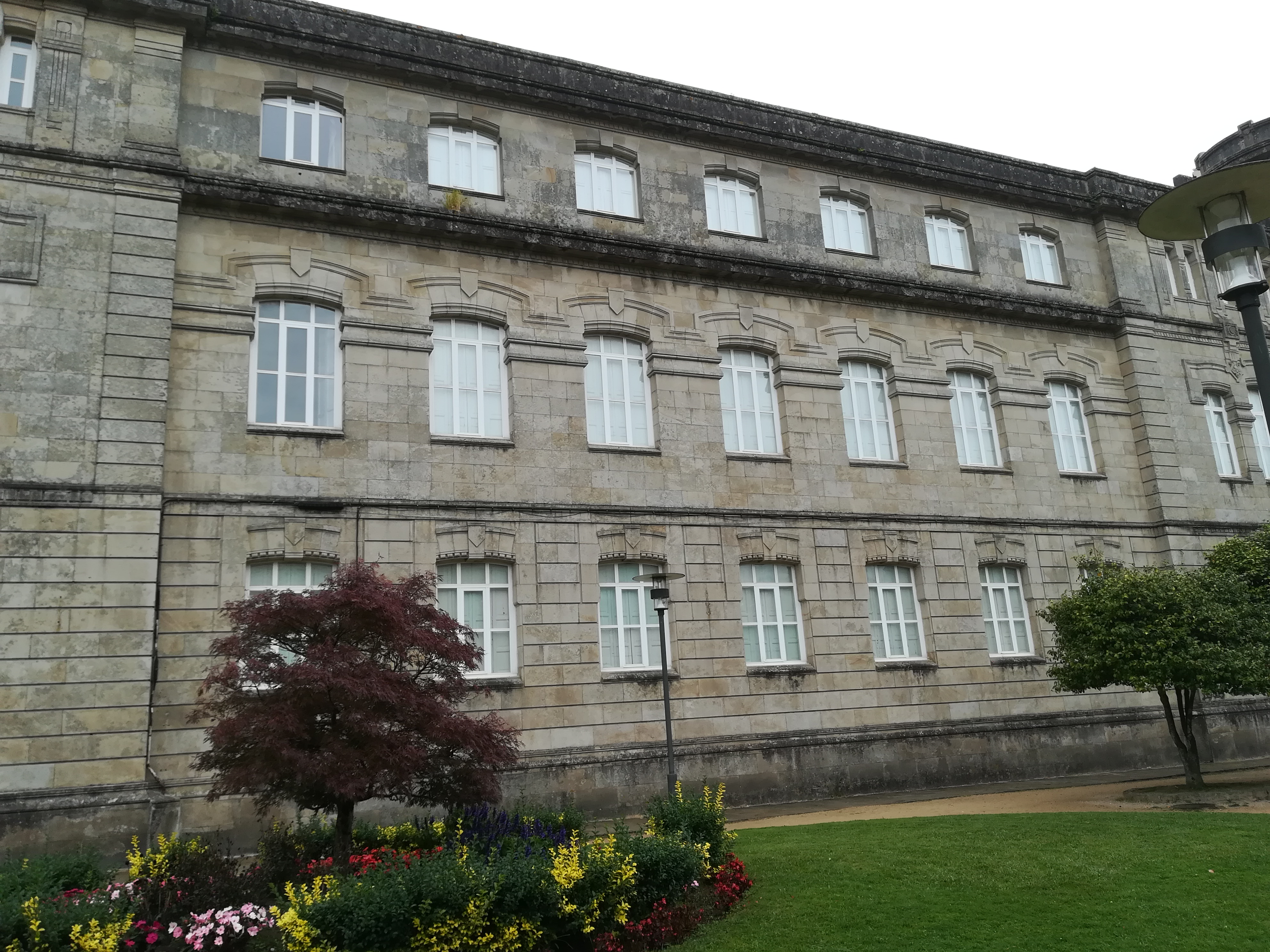
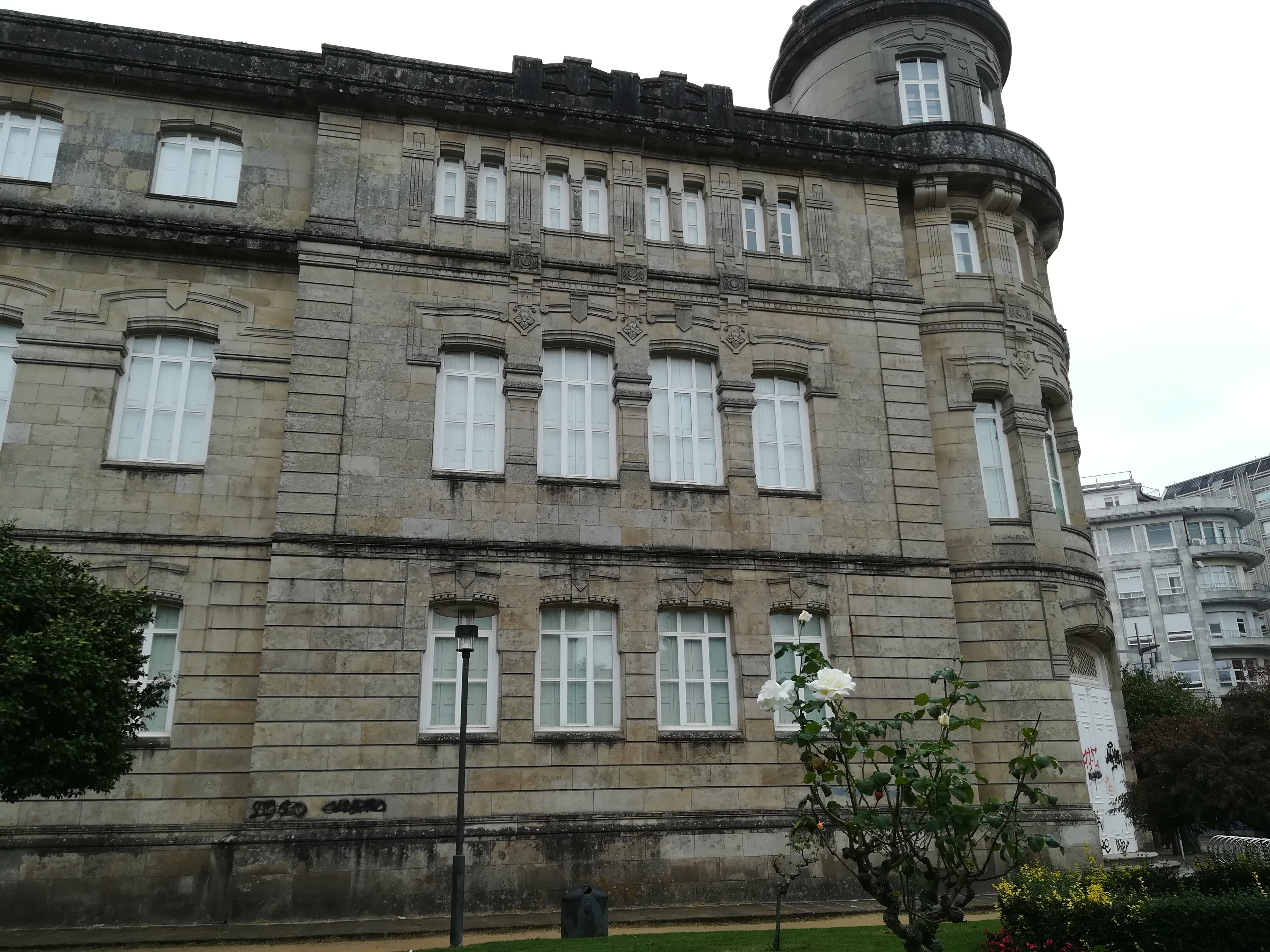
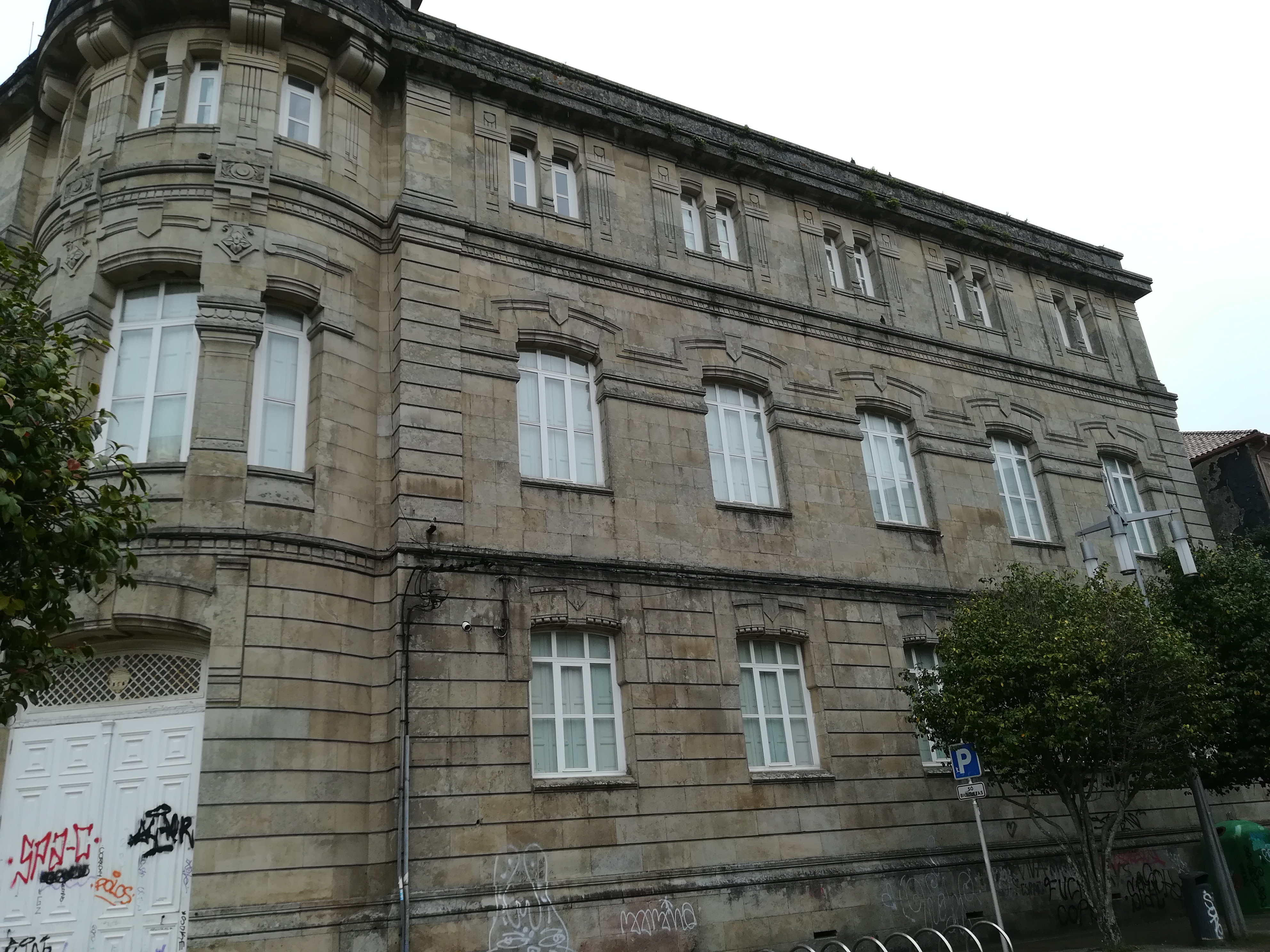
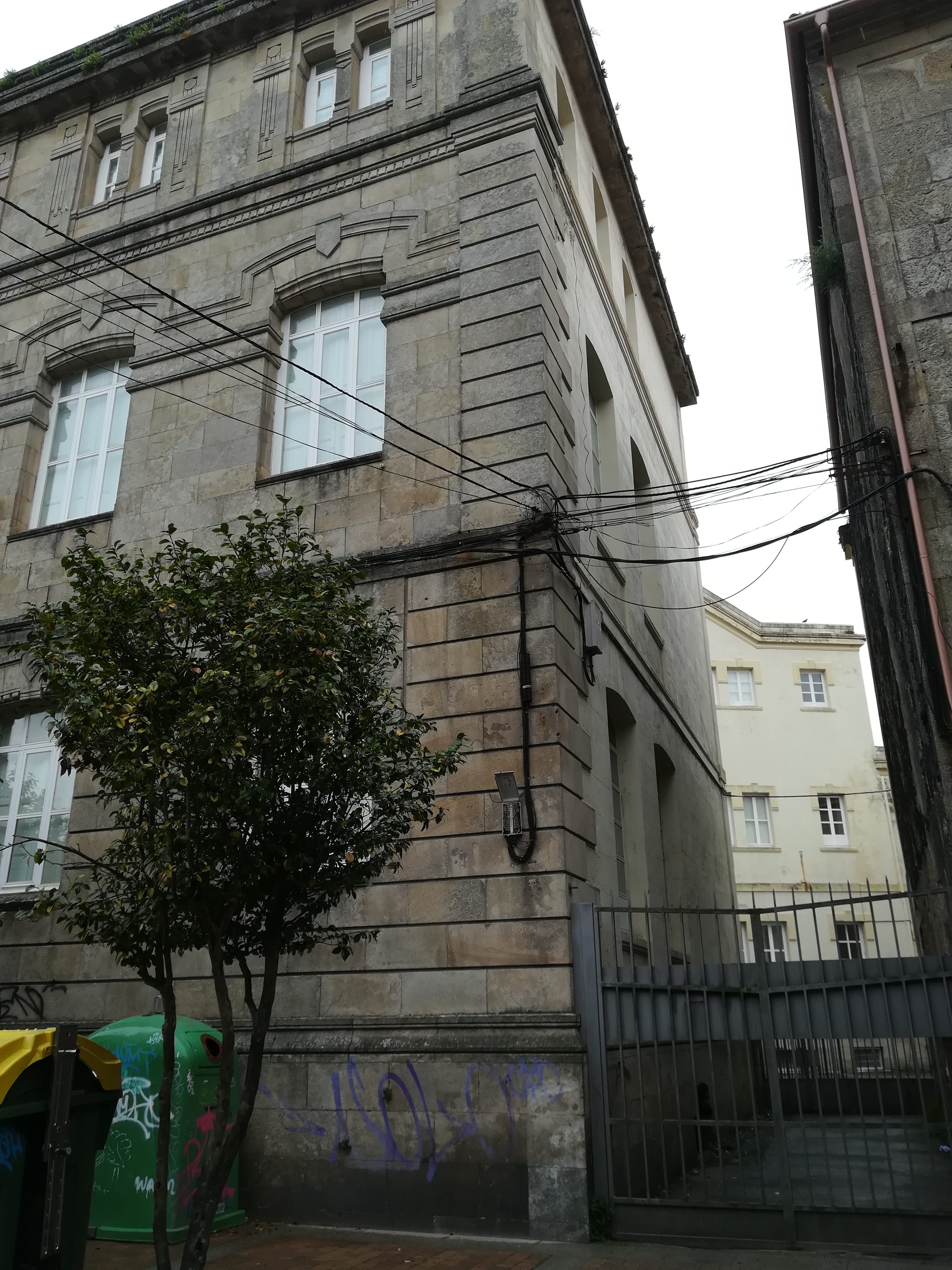
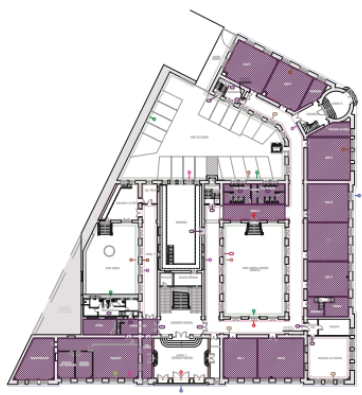
Plan du bâtiment du lycée, rez-de-chaussée
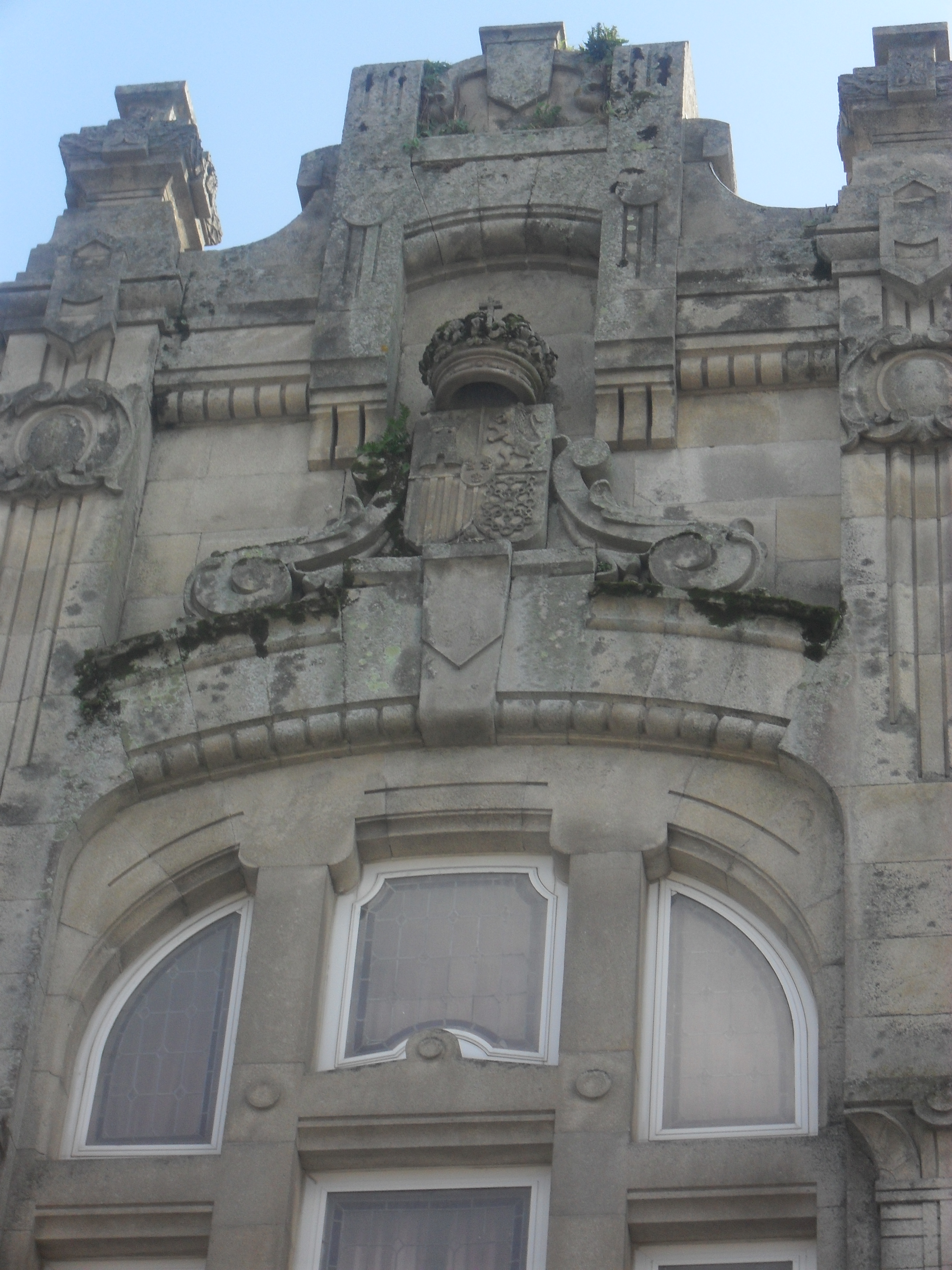

## Voir également